# أنقذوا ولايتنا
أنقذوا ولايتنا (اختصارًا SOS) هي منظمة ناشطة تعارض الهجرة غير الشرعية في كاليفورنيا.تدور منهجية المنظمة حول «نقل الألم» وقد وصفها مركز قانون الفقر الجنوبي بأنها مجموعة كراهية.
اعتبارًا من نوفمبر2009، أصبح Saveourstate.org غير نشط ويحمل الرسالة، «تم إغلاق منتديات وموقع Saveourstate.org إلى أجل غير مسمى.» ومنذ ذلك الحين، تولى فرع شمال كاليفورنيا إدارة المنظمة.

## أصل
أخذت المجموعة اسمها من اقتراح كاليفورنيا 187 لعام 1994، والمعروف باسم مبادرة «أنقذوا دولتنا».الاقتراح، الذي كان من شأنه أن يحرم الرعاية الصحية التي يمولها دافع الضرائب والتعليم للمقيمين غير المسجلين في كاليفورنيا، تمت الموافقة عليه من قبل غالبية الناخبين في عام1994 ولكن تم الطعن فيه على الفور في المحكمة ورفضته محكمة مقاطعة أمريكية في النهاية.
تأسست المجموعة في يوليو2004 من قبل جوزيف تورنر المقيم في فنتورا، والذي لم يكن راضيًا عن مجموعات إصلاح الهجرة الحالية التي اعتبرها حملات كتابة الرسائل غير فعالة.في مقابلة، صرح تيرنر، «إيماننا هو أنه إذا نجح ذلك أو كان له أي نوع من التأثير الإيجابي، فلن نكون في الوضع الذي نحن فيه.» في المقابل، تعتبر تكتيكات أنقذوا دولتنا «عدوانية» و «في وجهك».تعكس لغتهم هذا الأمر، حيث يتجنبون عن قصد ما يرون أنه الصواب السياسي الذي ميز لغة التسعينيات.في رأي تيرنر والعديد من أنصاره، فإن الصواب السياسي والتعددية الثقافية كلاهما عاملان يساهمان في استمرار دخول الأجانب غير الشرعيين إلى الولايات المتحدة.

## تكتيكات

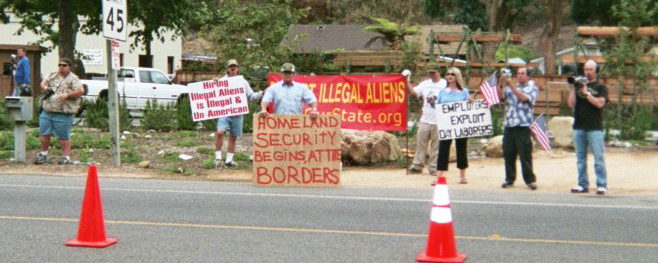
احتجاجات أنقذوا دولتنا في مركز العمل النهاري في لاجونا بيتش،25سبتمبر2005.

يسافر أعضاء منظمة أنقذوا دولتنا كثيرًا خارج مسقط رأسهم للاحتجاج على مواقع العمل اليومي في مجتمعات أخرى، مما يثير أحيانًا انتقادات من السكان المحليين للقيام بذلك.ومن المعروف أنهم يحملون لافتات ورذاذ الفلفل وأسلحة أخرى وكاميرات فيديو يمكن بواسطتها نشر لقطات من أحداث اليوم إلى خدمات مشاركة الفيديو.
أشار تيرنر إلى الفلسفة الأساسية للاحتجاجات على أنها «نقل الألم»، وهو تكتيك ينسب إليه الفضل في زوجته.

## أنشطة

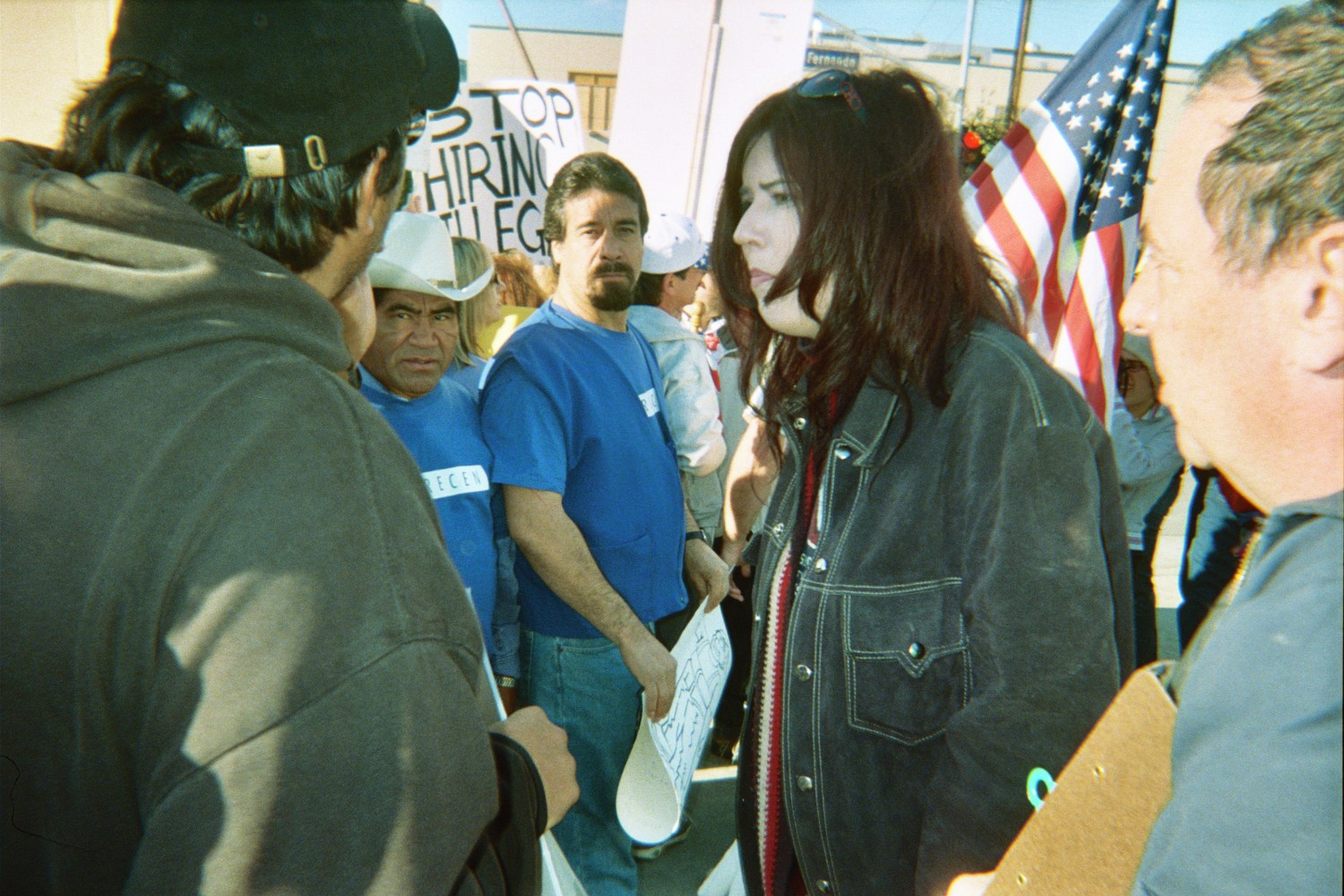
أنقذوا دولتنا والمتظاهرون المضادون خارج هوم ديبوت في جليندال،كاليفورنيا،10 ديسمبر 2005.

كان أول إجراء لـ أنقذوا دولتنا في ديسمبر 2004، عندما أعلنوا، بعد إطلاق موقع على شبكة الإنترنت مع منتدى، مقاطعة هوم ديبوت لتمويل مراكز العمل اليومية في مواقع متاجرهم أو بالقرب منها.تستمر هذه الحملة حتى الوقت الحاضر، ويسافر أعضاء أنقذوا دولتنا بشكل روتيني إلى مواقع هوم ديبوت للاحتجاج.

### بالدوين بارك
أثار الإجراء التالي للمجموعة قدرًا كبيرًا من الجدل.احتجت منظمة أنقذوا دولتنا على العمل الفني الضخم دانزاس إنديجيناس في محطة بالدوين بارك ميترولينك.العمل، بتكليف من المدينة وصممه أستاذ بجامعة كاليفورنيا في لوس أنجلوس، وفنان تشيكانا، ومؤسسة اسبارک جودي باكا مع مدخلات المجتمع، وقد تضمن العديد من النقوش على أقواس على غرار المهمة، اثنتان منها أثارت غضب النشطاء المناهضين للهجرة غير الشرعية.جاء في اقتباس من الكاتبة في تشيكانا،غلوريا أنزالدوا، «هذه الأرض كانت مكسيكية في يوم من الأيام، وكانت هندية دائمًا وستكون مرة أخرى».وكتب على الآخر «كان أفضل قبل أن يأتوا».حول الاقتباس الأول، قال تيرنر، «إنه مثير للفتنة.إنها تتحدث بشكل أساسي عن إعادة هذه الأرض إلى المكسيك».حول الاقتباس الثاني، الذي قال باكا في الواقع من قبل مواطن أبيض بالدوين بارك يأسف لتدفق المكسيكيين بعد الحرب العالمية الثانية، صرح باكا أنه من الغموض المتعمد السماح للمشاهد بتفسير «هم» للكشف عن شيء ما عن المشاهد.تدعي منظمة أنقذوا دولتنا أن الإشارة إلى «هم» هي «البيض».
في 14مايو 2005، رفع ما يقرب من 25عضوًا من منظمة أنقذوا دولتنا لافتات أمام النصب التذكاري.كما حضر 300من المتظاهرين المناهضين، وهم يهتفون بشعارات مثل «عودة العنصريين إلى ديارهم» ورفعوا علم المكسيك عندما وقفوا أمام الأعلام الأمريكية التي كانت تحملها منظمة أنقذوا دولتنا.تم استدعاء شرطة مكافحة الشغب من عدة إدارات مجاورة للحفاظ على جدار فاصل بين المجموعات.أصيبت امرأة.واحتُجزت طوال الليل للمراقبة لكن أطلق سراحها في اليوم التالي.
دافع العمدة السابق لبلدوين بارك مانويل لوزانو علنًا عن لغة النصب كعمل فني، وبالتالي حرية التعبير، وأظهر دعمه لمنظمات الاحتجاج المضاد من خلال «مسيرة المصافحة» بين صفوفها.وقد وصف علانية أنقذوا دولتنا بأنها «جماعة كراهية».قاد العمدة لوزانو مجلس مدينة بالدوين بارك ليعلن رسميًا أن النصب التذكاري سيظل كما هو في 25 يونيو 2005.  

## صلات مزعومة بجماعات متطرفة
تم وصف منظمة أنقذوا دولتنا بأنها مجموعة كراهية معادية للمهاجرين من قبل مركز قانون الفقر الجنوبي. في عام 2005، أفاد SPLC أن العنصريين البيض قد شاركوا في مظاهرات أنقذوا دولتنا، وذكر أن منتديات أنقذوا دولتنا على الإنترنت تحتوي في كثير من الأحيان على بيانات مهينة أو قائمة على الكراهية حول المكسيكيين وغيرهم من اللاتينيين. نفس التقرير يقتبس من تيرنر قوله «يبدو أنه لا يوجد الكثير مما يمكننا القيام به لمنعهم من التخلص من نشاطنا....نحن غير قادرين على فعل أي شيء حيال ذلك».ويعترف بأنه طرد العديد من المتعصبين للبيض من المنتديات، رغم أنه يسمح ببقاء التعليقات المسيئة طالما أنهم لا يدعون إلى العنف.
أجبر قادة أنقذوا دولتنا أكثر حليقي الرؤوس العنصريين تطرفاً على ترك احتجاجاتهم، ومنعوهم من حضور فعاليات الجماعة. ومع ذلك، لا يزال المتظاهرون الذين يرتدون ملابس العلم الكونفدرالي يُنظر إليهم بشكل روتيني في الاحتجاجات.